# Jan Vikart z Vřesovic
Jan Vikart (Vejkart) Vřesovec z Vřesovic (německy Johann Weikhart von Wrzesowitz, polsky Jan Wejhard Wrzesowicz, * po roce 1623, zřejmě 1624, Vřesovice – 28. srpna nebo 10. září 1656, Liebenau an der Warthe) byl český šlechtic, hrabě z rodu Vřesovců z Vřesovic, působil jako důstojník ve švédských službách v hodnosti generálmajora jako jeden z velitelů během švédské invaze do Polska.

## Život
Přesné datum jeho narození není známo, ale jeho rodiče Vilém Vikart, 1. hrabě. z Vřesovic a Anna Ludmila ze Salmu se vzali v roce 1623. 
V roce 1652 je již zmiňován v Polsku a během sejmu ve Varšavě se stal nájemcem solného dolu ve Věličce. Kvůli neplacení plateb do královské pokladny však byla nájemní smlouva záhy odvolána.
Během švédské invaze do Polska v roce 1655 se přidal na švédskou stranu. V armádě krále Karla X. Gustava dosáhl hodnosti generálmajora. Ještě před koncem roku, 8.–9. listopadu, se v čele malého oddílu neúspěšně pokusil dobýt klášter v Jasné Hoře. Další pokusy o jeho dobytí podnikl ještě 29. února a 24. dubna 1656, v obou případech však byl odražen a donucen k ústupu.
V létě 1656 se Vřesovec postavil do čela švédsko-německé jednotky (Braniborů a Sasů) o síle asi 800–2 000 mužů na pomoc Kališi, obležené Poláky. Během této výpravy, 28. srpna nebo 10. září, v noční bitvě u Lubrze, byla Vřesovcova jednotka nečekaně napadena jednotkou vedenou plukovníkem Andrzejem Karolem Grudzińským. Tábor byl vydrancován a Vřesovcovi vojáci utrpěli vysoké ztráty a byli rozprášeni. 
Sám Jan Vikart Vřesovec byl zabit 28. srpna nebo 10. září 1656 místními sedláky při pokusu o útěk z bojiště. Podle historika Sławomira Leśniewského na základě rýmované kroniky Wojciecha Odymalského byl Jan Vikart zlynčován a utopen v Lubrze.

### Rodina
Jan VIkart z Vřesovic byl ženatý s Marií Františkou Bruntálskou z Vrbna.

### Odkaz v literatuře
Postava Jana Vikarta Vřesovce se objevila v románu Henryka Sienkiewicze Potopa a také v jeho filmové adaptaci z roku 1974 v režii Jerzyho Hoffmana. Ve filmu roli hraběte ztvárnil polský herec Mieczysław Voit. 